# Élections législatives ålandaises de 2011
Les élections législatives ålandaises de 2011 se sont déroulées le 16 octobre 2011. Elles ont permis le renouvellement des 30 sièges du Lagting, le parlement régional.

## Résultats

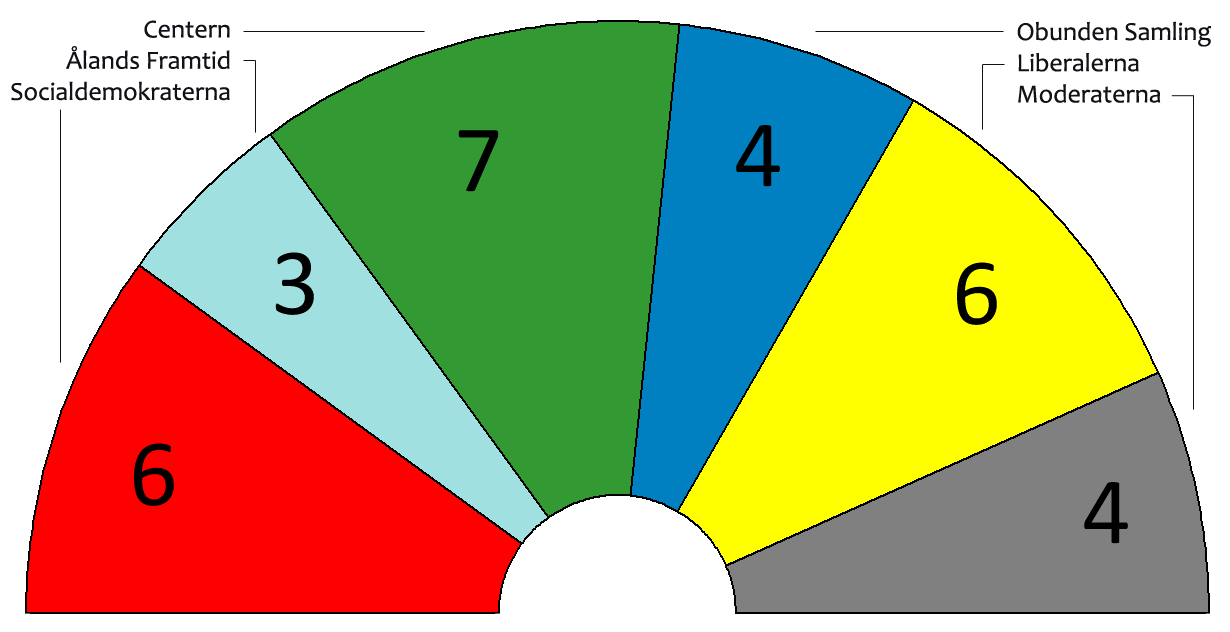
Les résultats sous forme de camembert.

| Parti                 | Parti                                 | Voix   | Voix  | %    | %     | Députés | Députés |
| --------------------- | ------------------------------------- | ------ | ----- | ---- | ----- | ------- | ------- |
|                       | Centre ålandais                       | 3 068  | −39   | 23,0 | −1,2  | 7       | −1      |
|                       | Libéraux pour Åland                   | 2 630  | −1546 | 19,7 | −12,9 | 6       | −4      |
|                       | Sociaux-démocrates d'Åland            | 2 404  | +891  | 18,0 | +6,2  | 6       | +3      |
|                       | Modérés pour Åland                    | 1 810  | +577  | 13,5 | +3,9  | 4       | +1      |
|                       | Coalition des indépendants            | 1 639  | +66   | 12,3 | ±0,0  | 4       | ±0      |
|                       | Futur d'Åland                         | 1 286  | +216  | 9,6  | +1,3  | 3       | +1      |
|                       | Valmansförening för Henrik Appelqvist | 138    | -     | 1,0  | -     | 0       | -       |
|                       |                                       |        |       |      |       |         |         |
| Total / participation | Total / participation                 | 13 360 | -     | 100  | 66,9  | 30      | =       |

## Membres

### Centern (7)
- Torbjörn Eliasson
- Anders Englund
- Harry Jansson
- Runar Karlsson
- Britt Lundberg (présidente)
- Jörgen Pettersson
- Roger Slotte

### Liberalerna (6)
- Tony Asumaa
- Viveka Eriksson (vice-présidente)
- Gunnar Jansson
- Mats Perämaa
- Katrin Sjögren
- Torsten Sundblom

### Socialdemokraterna (6)
- Christian Beijar
- Karl-Johan Fogelström
- Mikael Holmberg
- Sara Kemetter
- Barbro Sundback
- Göte Winé

### Moderaterna (4)
- Petri Carlsson
- Roger Jansson (second vice-président)
- Åke Mattsson
- Wille Valve

### Obunden Samling (4)
- John Hilander
- Mika Nordberg
- Carita Nylund
- Danne Sundman

### Ålands Framtid (3)
- Brage Eklund
- Anders Eriksson
- Axel Jonsson